# Caradrina asymmetrica
Caradrina asymmetrica är en fjärilsart som beskrevs av Charles Boursin 1936. Caradrina asymmetrica ingår i släktet Caradrina och familjen nattflyn. Inga underarter finns listade i Catalogue of Life.